# Bahnstrecke Ejpovice–Stupno
| Kursbuchstrecke (SŽ): | 176                  |                                 |                                 |
| Streckenlänge: | 9,614 km             |                                 |                                 |
| Spurweite: | 1435 mm (Normalspur) |                                 |                                 |
| Maximale Neigung: | 22 ‰                 |                                 |                                 |
| Streckengeschwindigkeit: | 90 km/h              |                                 |                                 |
| |                      |                                 |                                 |
| \| \| \| von Praha-Smichov (vorm. BWB) \| \| \| \| 93,088 \| Ejpovice \| Ejpovice \| \| \| \| nach Furth im Wald (seit 2018) \| \| \| \| 93,824 5,249 \| (Streckenbeginn) \| (Streckenbeginn) \| \| \| 7,109 \| Dýšina-Horomyslice \| Dýšina-Horomyslice \| \| \| 8,400 \| Dýšina (seit 2024) \| Dýšina (seit 2024) \| \| \| \| vlečka \| \| \| \| 9,243 \| Chrást u Plzně früher Chrast \| Chrást u Plzně früher Chrast \| \| \| \| nach Furth im Wald (vorm. BWB) \| \| \| \| 10,037 \| Chrást u Plzně obec (seit 2022) \| Chrást u Plzně obec (seit 2022) \| \| \| 10,195 \| Chrást u Plzně obec (alt) \| Chrást u Plzně obec (alt) \| \| \| 11,303 \| Chrást u Plzně zastávka \| Chrást u Plzně zastávka \| \| \| \| Klabava (Viadukt bei Chrást) \| \| \| \| 13,812 \| Sedlecko \| Sedlecko \| \| \| 15,073 \| Střapole \| Střapole \| \| \| 17,065 \| Všenice \| Všenice \| \| \| 17,867 \| Dolní Stupno \| Dolní Stupno \| \| \| \| von Radnice (vorm. BWB) \| \| \| \| 19,614 \| Stupno früher Stupno-Břas \| Stupno früher Stupno-Břas \| \| \| \| \| \| \| Frühere Namen Stand 1913. [1][2][3] \| \| \| \| |                      |                                 |                                 |
| Strecke |                      | von Praha-Smichov (vorm. BWB)   | von Praha-Smichov (vorm. BWB)   |
| Bahnhof | 93,088               | Ejpovice                        | Ejpovice                        |
| Abzweig geradeaus und nach links |                      | nach Furth im Wald (seit 2018)  | nach Furth im Wald (seit 2018)  |
| Kilometer-Wechsel | 93,824 5,249         | (Streckenbeginn)                | (Streckenbeginn)                |
| Haltepunkt / Haltestelle | 7,109                | Dýšina-Horomyslice              | Dýšina-Horomyslice              |
| Haltepunkt / Haltestelle | 8,400                | Dýšina (seit 2024)              | Dýšina (seit 2024)              |
| Abzweig geradeaus und von links |                      | vlečka                          | vlečka                          |
| Bahnhof | 9,243                | Chrást u Plzně früher Chrast    | Chrást u Plzně früher Chrast    |
| Abzweig geradeaus und ehemals nach links |                      | nach Furth im Wald (vorm. BWB)  | nach Furth im Wald (vorm. BWB)  |
| Haltepunkt / Haltestelle | 10,037               | Chrást u Plzně obec (seit 2022) | Chrást u Plzně obec (seit 2022) |
| ehemaliger Haltepunkt / Haltestelle | 10,195               | Chrást u Plzně obec (alt)       | Chrást u Plzně obec (alt)       |
| Haltepunkt / Haltestelle | 11,303               | Chrást u Plzně zastávka         | Chrást u Plzně zastávka         |
| Brücke über Wasserlauf |                      | Klabava (Viadukt bei Chrást)    | Klabava (Viadukt bei Chrást)    |
| Haltepunkt / Haltestelle | 13,812               | Sedlecko                        | Sedlecko                        |
| Haltepunkt / Haltestelle | 15,073               | Střapole                        | Střapole                        |
| Haltepunkt / Haltestelle | 17,065               | Všenice                         | Všenice                         |
| Haltepunkt / Haltestelle | 17,867               | Dolní Stupno                    | Dolní Stupno                    |
| Abzweig geradeaus und von rechts |                      | von Radnice (vorm. BWB)         | von Radnice (vorm. BWB)         |
| Kopfbahnhof Streckenende | 19,614               | Stupno früher Stupno-Břas       | Stupno früher Stupno-Břas       |
| |                      |                                 |                                 |
| Frühere Namen Stand 1913. |                      |                                 |                                 |

Die Bahnstrecke Ejpovice–Stupno ist eine Eisenbahnverbindung in Tschechien, die ursprünglich von der k.k. priv. Böhmischen Westbahn (BWB) erbaut und betrieben wurde. Sie zweigte bis 2018 in Chrást u Plzně (Chrast) von der Bahnstrecke Praha-Smíchov–Furth im Wald ab und führt in Westböhmen nach Stupno, wo sie in die weiterführende Strecke nach Radnice einmündet. 
Infolge der Neutrassierung der Bahnstrecke Praha-Smíchov–Furth im Wald durch den Tunnel Ejpovice wurde der Abschnitt zwischen Ejpovice und Chrást u Plzně der Strecke nach Stupno zugeordnet. Die Streckenkilometrierung wurde dabei pauschal um genau zehn Kilometer erhöht. Der nominale Beginn liegt seitdem am Streckenkilometer 5,249 im Bahnhof Ejpovice.
Nach einem Erlass der tschechischen Regierung ist die Strecke seit dem 20. Dezember 1995 als regionale Bahn („regionální dráha“) klassifiziert.

## Geschichte

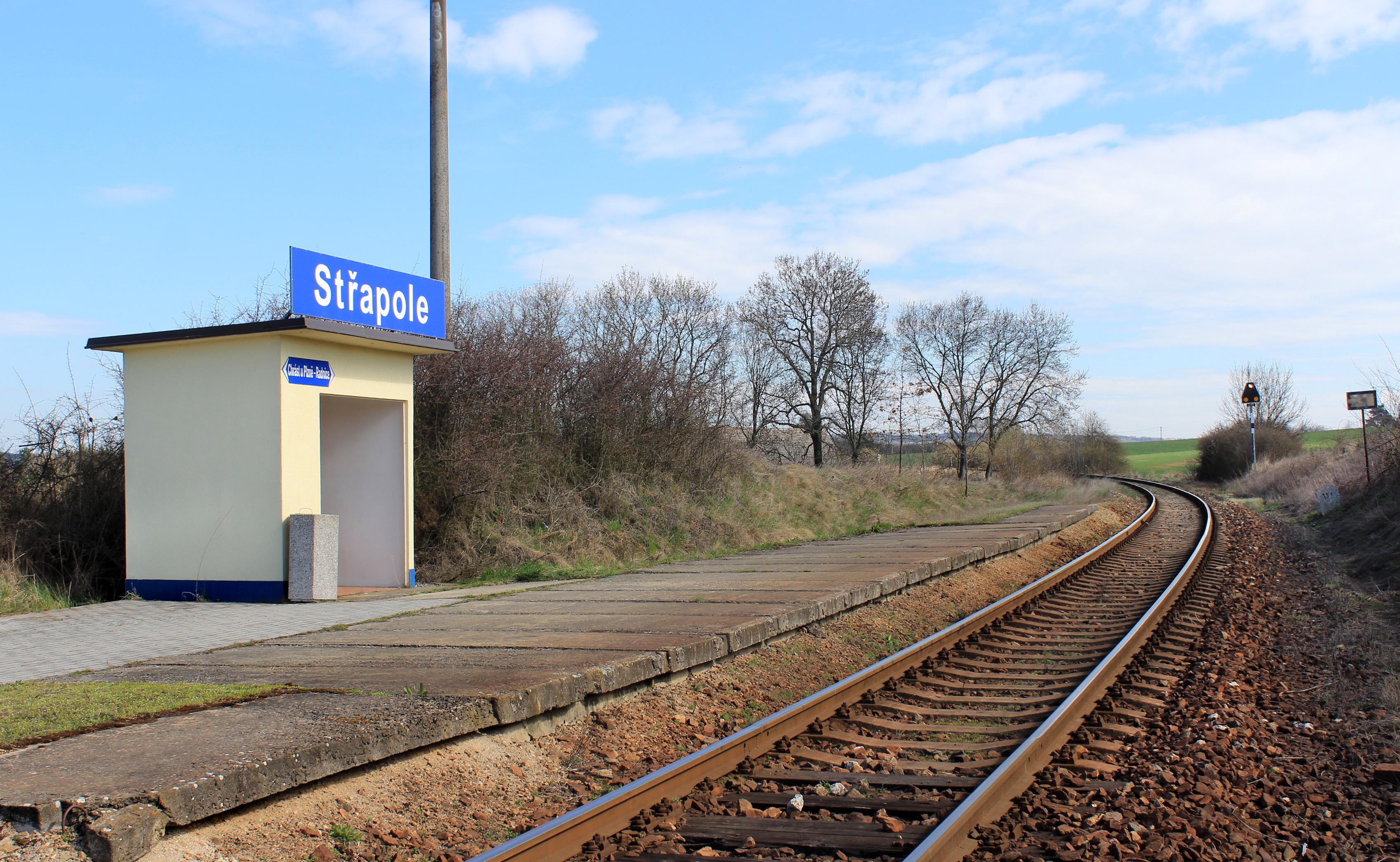
Haltestelle Střapole (2015)

Die BWB eröffnete die Strecke am 1. April 1863 als Montanbahn, ab 2. April 1863 wurde sie planmäßig befahren. Mit der Verstaatlichung der BWB gehörte sie ab 1. Jänner 1895 zum Netz der k.k. Staatsbahnen (kkStB).
Im Jahr 1912 wies der Fahrplan der Lokalbahn vier gemischte Zugpaare 2. und 3. Klasse zwischen Chrast und Stupno-Břas aus, die sämtlich von und nach Radnitz weiterliefen. Sie benötigten für die 10 Kilometer lange Strecke 40–42 Minuten.
Nach dem für Österreich-Ungarn verlorenen Ersten Weltkrieg gelangte die Strecke ins Eigentum der neu begründeten Tschechoslowakischen Staatsbahnen (ČSD).
Im Zweiten Weltkrieg lag die Strecke zur Gänze im Protektorat Böhmen und Mähren. Betreiber waren jetzt die Protektoratsbahnen Böhmen und Mähren (ČMD-BMB). Am 9. Mai 1945 kam die Strecke wieder vollständig zu den ČSD.

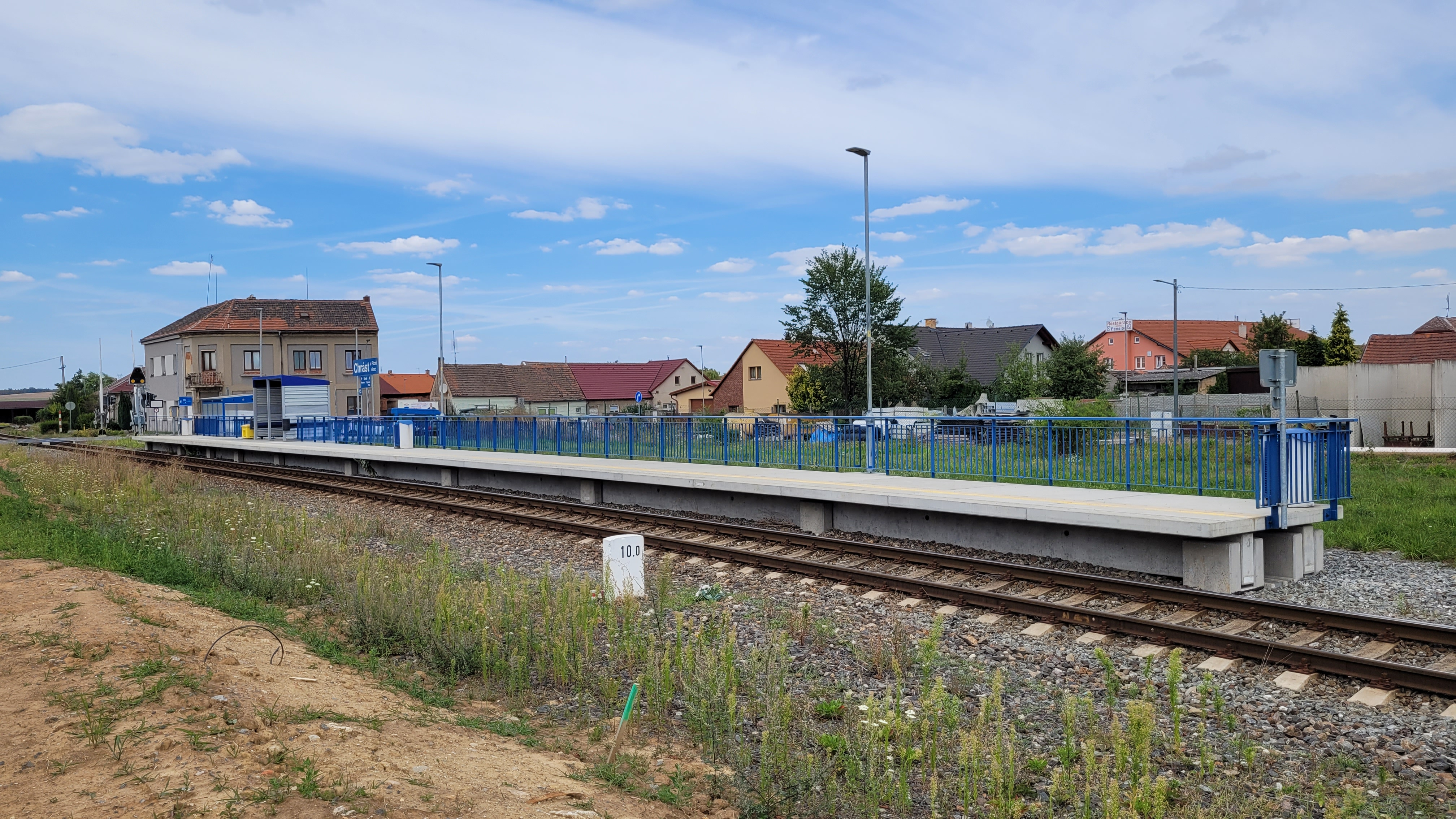
Die Haltestelle Chrást u Plzně obec wurde an Stelle der früheren Abzweigung von der Bahnstrecke Praha-Smíchov–Furth im Wald im Jahr 2022 neu gebaut. Der neu aufgestellte Kilometerstein 10,0 markiert den Beginn der ursprünglichen Strecke an der Abzweigweiche im Bahnhof Chrást u Plzně. (2022)

Am 1. Jänner 1993 ging die Strecke im Zuge der Auflösung der Tschechoslowakei an die neu gegründeten České dráhy (ČD) über. Seit 2003 gehört sie zum Netz des staatlichen Infrastrukturbetreibers Správa železniční dopravní cesty (SŽDC), heute: Správa železnic.
Im Fahrplan 2012 wurde die Strecke täglich im Zweistundentakt von Personenzügen in der Relation Chrást u Plzně–Radnice  bedient. Werktags verdichteten weitere Züge das Angebot zu einem teilweisen Stundentakt. Seit dem 12. Dezember 2016 wurden an den Wochenenden und Feiertagen alle Personenzüge von und nach Plzeň hl.n. durchgebunden.
Mit der Inbetriebnahme des Tunnels Ejpovice an der Bahnstrecke Praha-Smíchov–Furth im Wald zum 9. Dezember 2018 wurde deren Abschnitt Ejpovice–Chrást u Plzně in die Strecke nach Stupno integriert. Die für den Regionalverkehr nicht mehr benötigten Anlagen wie das zweite Gleis und die elektrische Oberleitung wurden in der Folge entfernt. In  Dýšina entstand eine neue ortsnahe Haltestelle, die Haltestelle Chrást u Plzně obec wurde zudem in neuer Lage neu gebaut. Die Personenzüge sind seitdem in der Relation Plzeň hl.n.–Radnice mit Fahrtrichtungswechsel in Ejpovice durchgebunden.
Im Jahresfahrplan 2025 verkehren die Züge der Linie P22 Plzeň–Radnice im Zweistundentakt, wobei die meisten Züge von und nach Bezdružice durchgebunden werden. Werktags verdichten weitere Züge zwischen Plzeň hl.n. und Stupno das Angebot zum Einstundentakt. Diese Züge kreuzen zur üblichen Symmetrieminute in Chrást u Plzně.

## Streckenbeschreibung

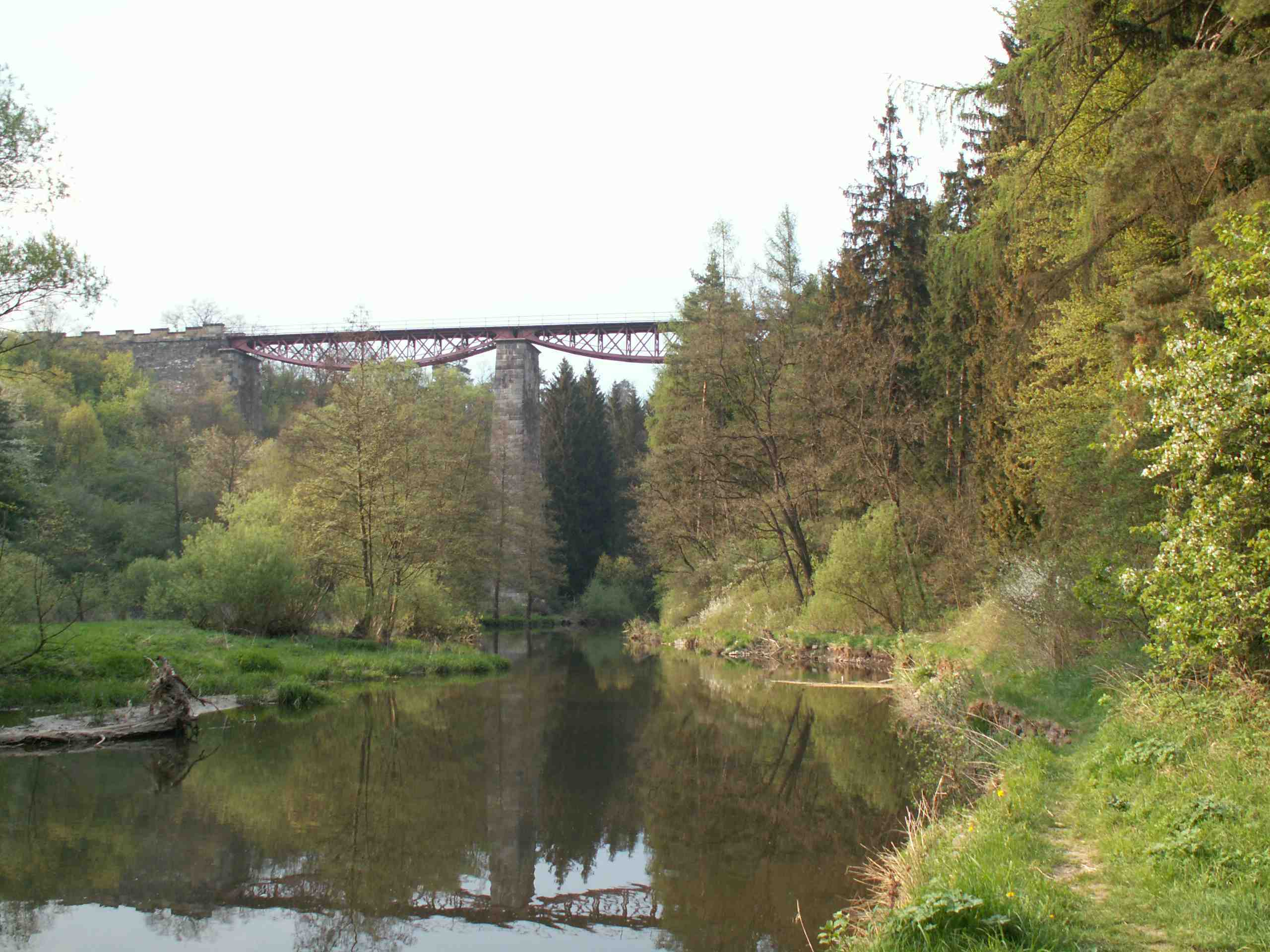
Klabavabrücke bei Chrást (2007)

Die Strecke zweigt im Bahnhof Ejpovice bahnrechts von der Bahnstrecke Praha-Smíchov–Furth im Wald ab. Sie führt dann zunächst nach Norden nach Chrást u Plzně, wo sie die Trasse der früheren Hauptbahn nach Pilsen und Furth im Wald nachnutzt. Von Chrást verläuft die Strecke nach Nordwesten. Nach der Ostlage Chrást überquert die Strecke das Tal der Klabava auf einer hohen Fischbauchträgerbrücke und führt dann durch ein Hügelland ohne weitere große Kunstbauten bis zum Bahnhof Stupno. Die weiterführende Strecke nach Radnice führt dort in der Gegenrichtung aus dem Bahnhof heraus, so dass Stupno faktisch ein Spitzkehrenbahnhof ist.